# Tenis stołowy na Letniej Uniwersjadzie 2019
Tenis stołowy na Letniej Uniwersjadzie 2019 - to zawody tenisa stołowego na Letniej Uniwersjadzie 2019, które odbyły w dniach 4-11 lipca we włoskim mieście Pozzuoli, na terenie centrum sportowego PalaTrincone. Łącznie rozegrano siedem konkurencji - w grze pojedynczej, podwójnej i drużynowej mężczyzn i kobiet oraz w mikście. 

## Medaliści i medalistki

### Mężczyźni
| Konkurencja      | Złoto     | Srebro          | Brąz                       |
| ---------------- | --------- | --------------- | -------------------------- |
| Gra pojedyncza   | Yu Ziyang | Zhao Zihao      | Zhu Linfeng Saadi Ismaiłow |
| Gra podwójna     | Chiny     | Chiny           | Japonia                    |
| Zawody drużynowe | Chiny     | Chińskie Tajpej | Niemcy Japonia             |

### Kobiety
| Konkurencja      | Złoto     | Srebro    | Brąz             |
| ---------------- | --------- | --------- | ---------------- |
| Gra pojedyncza   | Wang Yidi | Zhang Rui | Fan Siqi Guo Yan |
| Gra podwójna     | Chiny     | Chiny     | Japonia Rosja    |
| Zawody drużynowe | Chiny     | Japonia   | Francja Rosja    |

### Mikst
| Konkurencja | Złoto | Srebro | Brąz                  |
| ----------- | ----- | ------ | --------------------- |
| Mikst       | Chiny | Chiny  | Chińskie Tajpej Rosja |